# 普雷绍夫州
普雷绍夫州是斯洛伐克東部的一個州，與波蘭與烏克蘭接壤。面積8,998 平方公里，人口766,012（2001年）。州府普雷绍夫。

## 行政区划
普雷绍夫州划分为13个區：巴爾代約夫區、胡門內區、凱日馬羅克區、萊沃恰區、梅濟拉博爾采區、波普拉德區、普雷紹夫區、薩比諾夫區、斯尼納區、舊柳博夫尼亞區、斯特羅普特夫區、斯維德尼克區及托普拉河畔弗拉諾夫區。
区下再划分为666个市镇，其中23个为市。州内半数居民居住在市里。